# Chamidae
Chamidae of juwelendoosoesters zijn een familie van tweekleppigen uit de superorde Imparidentia. De familie is sinds het Boven-Krijt (Campanium) bekend. Ze omvat tegenwoordig (2016) ongeveer 70 recente soorten.

## Kenmerken
De tweekleppige kleine tot middelgrote behuizingen zijn in doorsnede onregelmatig rond of eivormig. De dieren leven of tijdelijk of aanhoudend met een, meestal de linkse klep (Pseudochama met de rechtse klep) vast gecementeerd op een harde ondergrond. De onderste klep is gewelfd en bekervormig, de bovenste klep vlak en dekselvormig. De umbo zijn ruim spiraalvormig en naar voren gebogen. Het uitwendig liggende ligament is boogvormig gewelfd en ligt op larven. Het slot toont in elke klep een hoofdtand (nu en dan zijn ook in een klep twee hoofdtanden aanwezig) en soms ook zwakke zijtanden. Er zijn twee nagenoeg gelijke grote gevormde sluitspieren. Een mantelsnede ontbreekt.
De aragonitische  en bij sommige soorten ook calcitische schaal is meestal dikwandig en zeer stevig. De microstructuur van de schaal bestaat meestal uit kruislamellen. De buitenzijde toont een krachtige, concentrische en radiale sculptuur, die vaak tot lamellen versterkt en tot vlakke en ronde stekels is uitgetrokken. Ze zijn vaak tamelijk vrolijk gekleurd en zijn soms bezet zijn met schubben, lamellen of doornachtige uitsteeksels.
De sifons zijn kort en van elkaar gescheiden. De voet is sterk gereduceerd. In de mantelrand bevinden zich zintuiglijke organen.

## Verspreiding en leefgebied
Het is een relatief kleine familie waarvan vertegenwoordigers voorkomen in alle warmere zeegebieden, van het litoraal tot 100 m diep. Ze leven vastgehecht aan hard substraat.

## Geslachten
- Amphichama Habe, 1964
- Arcinella Schumacher, 1817
- Carditochama Matsukuma, 1996
- Chama Linnaeus, 1758
- Eopseuma Odhner, 1919
- Pseudochama Odhner, 1917